# Ступа Просветления (Элиста)

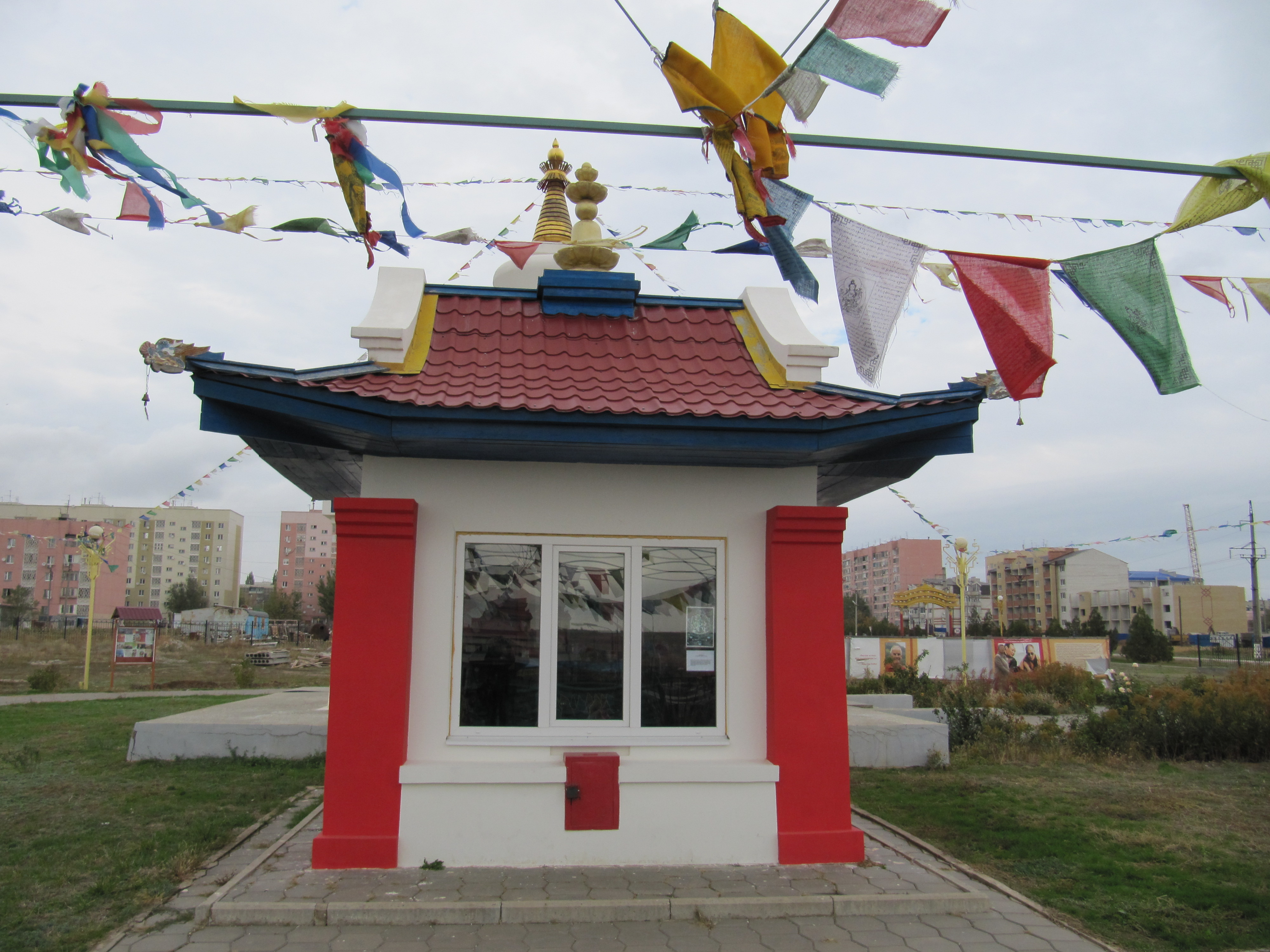
Павильон

Элистинская Ступа Просветления — буддийское культовое сооружение, ступа Просветления, хранилище буддийских реликвий, находящаяся в городе Элиста, Калмыкия.
Ступа находится недалеко от Сити-Чесс. Возле ступы располагается буддийский центр Карма Кагью и храм последователей школы Ньингма.

## История
Элистинская Ступа Просветления была построена в 1999 году по проекту архитекторов В. Косовского и В. Гиляндикова. Ступа называется «Монлам Тамчед Друпа» (тиб. སྨོན་ལམ་ཐམས་ཅད་སྒྲུབ་པ, Вайли smon lam thams cad sgrub pa; «Исполнительница всех молитв»). Ступа создана по инициативе буддийских деятелей из «Российской ассоциации буддистов Алмазного пути традиции Карма Кагью».

## Описание
Высота ступы составляет 11 метров. Ступа построена над алтарной комнатой. Автором фресок является мастер тибетской культовой живописи в стиле Карма Гадри, последователь школы Карма Кагью Дензонг Норбу.
Территорию вокруг Ступы Просветления опоясывают 8 канатов с молитвенными флажками.

## Религиозное значение
Целью создания ступы является приведение в равновесие энергии местности.
Каждая деталь ступы имеет символическое значение:
- Квадратное основание означает землю;
- Круглая часть ступы, называемая Бумбой, символизирует стихию воды;
- Золотые кольца, опоясывающие ступы, означают огонь;
- Золотой зонт-корона символизирует стихию воздуха;
- Капля на луне и солнце означают стихию эфир.

В ступу заложены:
- кусочек ткани, в которую были завёрнут текст Праджняпарамиты, которые принёс Нагарджуна из страны нагов;
- субстанция, выступившая на костях 3-го Будды Кашьяпы;
- печать, которой Гуру Ринпоче запечатывал свои секретные поучения;
- реликвии от 14-го, 15-го и 16-го Кармап;
- земля из Лумбини, где родился Будда Шакьямуни;
- тексты мантр, молитв и драгоценности.

В алтарной части ступы находится молитвенный барабан, заполненный 50 миллионами мантр «Ом мани падме хум». В самом центре ступы в позе лотоса сидит Небесный Будда Ваджрадхара. На противоположной стене находятся изображения красного Хала, который является покровителем всех живых существ на небесах, птицы Гаруды, являющейся царицей подземного царства и зелёного Ваджрапани, который вдавливает в себя все человеческие грехи.
Возле ступы находится павильон, в котором располагается статуя защитника буддийского учения двурукого Махакалы Бернагчена.

## Источник
- Немичев И. С. Элиста: путеводитель. Элиста, 2011. С. 33. ISBN 978-905562-01-3
- Элиста: Диалог времён. Памятники истории и культуры: Фотоальбом, Элиста, 2004 г., Калмыцкое книжное издательство, 183 стр, ISBN 5-7539-0516-1